# آلچالو (هوراند)
آلچالو یکی از روستاهای استان آذربایجان شرقی است که در  بخش آبش احمد شهرستان هوراند واقع شده‌است. این روستا ۲۸ نفر جمعیت دارد.